# James Galway
Pour les articles homonymes, voir Galway.
James Galway est un flûtiste né à Belfast en Irlande du Nord le 8 décembre 1939.
Il a été première flûte à l'Orchestre philharmonique de Berlin entre 1969 et 1975 sous la direction de Herbert von Karajan.
Il se consacre par la suite à une carrière de soliste et vit en Suisse avec sa femme Jeannie Galway, elle-même flûtiste.
Son neveu, Martin Galway, est un compositeur de musique électronique.

## Biographie

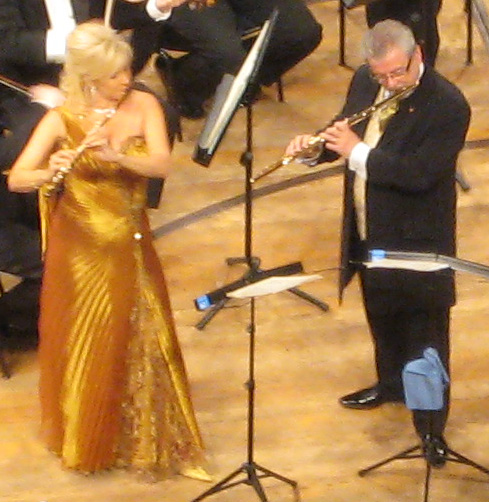
Sir James Galway et son épouse Jeanne jouant au concert de nouvel an 2007 au Palais des congrès de Lucerne.

Né à Belfast, James Galway étudie à Londres et à Paris, auprès de Gaston Crunelle, avant d'intégrer des orchestres aussi prestigieux que le Sadler's Wells Opera et le Royal Covent Garden Opera, la BBC, les Royal Philharmonic et London Symphony orchestras, avant d'occuper le poste très convoité de flûte solo à l'Orchestre philharmonique de Berlin sous la direction de Herbert Von Karajan.

## Carrière
Depuis 1975 (début de sa carrière solo), Sir James joue avec les plus grands chefs et orchestres, participe à des concerts de musique de chambre et de musique populaire, tout en donnant des master classes. Il est également Principal chef invité du London Mozart Players.
James Galway a joué pour de nombreux dignitaires tels la reine Élisabeth II, le pape Jean-Paul II, les présidents Bill Clinton, George W. Bush, George Bush père, la présidente Mary McAleese, le Prince Charles, l'Impératrice du Japon, la Reine de Norvège, la Princesse Diana, le Comte et la Comtesse de Wessex, le Duc et la Duchesse de Kent... 
Il a partagé la scène avec une large palette d'artistes dont Stevie Wonder, Henry Mancini, John Denver, Elton John, the Chieftains, Ray Charles, Joni Mitchell, Jessye Norman, Cleo Laine , Roger Waters, Bryan Adams, et Andrea Bocelli.
Il a également joué avec Roger Waters lors de son mémorable concert devant le Mur de Berlin, a participé au concert du Prix Nobel de la Paix en Norvège et s'est produit à l'occasion du sommet du G7 accueilli par la Reine Elizabeth II à Buckingham Palace.
Malgré un calendrier très chargé, il trouve le temps de partager son expérience avec les jeunes générations en dirigeant chaque année des master classes, en commandant de nouvelles pièces pour la flûte, en publiant des articles, des ouvrages et des études. Son site Internet est destiné à tous les étudiants, professeurs et amateurs de flûte du monde entier.
Sir James consacre une grande partie de son temps libre aux organisations caritatives comme SOS, FARA, Future Talent, Swiss Artistic Foundation, Caron Keating Foundation et l'Unicef, dont il est un des Représentants Spéciaux.

## Discographie
Une discographie de plus de 60 CD chez Sony BMC Classics, une nouvelle gamme de CD chez Deutsche Grammophon et sa participation à la bande originale du Seigneur des Anneaux (Le Retour du Roi) reflètent sa maîtrise de la diversité musicale.
Son 60e anniversaire a été célébré avec "Sixty Years" en 1999, une collection-rétrospective de ses œuvres en 15 CD édités par le label RCA Victor Red Seal.

## Distinctions
James Galway a été nommé Musician of the Year en 1997 par la Musical America et a reçu les Record of the Year Awards par les magazines Biliboard et Cash Box, ainsi que le grand prix du disque pour son enregistrement des concertos de Mozart.
La reine Élisabeth II l'a honoré à deux reprises en le décorant officier de l'ordre de l'Empire britannique en 1979 et en le faisant Chevalier (Knight) pour service rendus à la musique en 2001.
En 2004, Sir James a reçu le President's Merit Award de la Recording Academy aux 8e Salute to Classical Music.
Il a également été honoré lors des prestigieux Classic BRIT Awards qui se sont tenus au Royal Albert Hall de Londres en 2005, où il a reçu le très convoité Outstanding Contribution to Classical Music Award afin de célébrer les 30 années passées comme étant l'un des meilleurs musiciens classique.